# Liste der Mitglieder der American Academy of Arts and Sciences/1954
Im Jahr 1954 wählte die American Academy of Arts and Sciences 91 Personen zu ihren Mitgliedern.

## Neu gewählte Mitglieder
- Frederick Baldwin Adams (1910–2001)
- Edward Frederick Adolph (1895–1986)
- Bailey Aldrich (1907–2002)
- Roland Herbert Bainton (1894–1984)
- Jacques Barzun (1907–2012)
- Richard Scott Bear (1908–1994)
- John Davidson Beazley (1885–1970)
- Henry Beston (1888–1968)
- Richard Dagobert Brauer (1901–1977)
- Jerome Seymour Bruner (1915–2016)
- William Weber Buechner (1914–1985)
- Edward Crisp Bullard (1907–1980)
- McGeorge Bundy (1919–1996)
- Dean Alexander Clark (1905–1982)
- Albert Hewett Coons (1912–1978)
- Charles Pelham Curtis (1891–1959)
- Giorgio Diaz de Santillana (1902–1974)
- William von Eggers Doering (1917–2011)
- Dows Dunham (1890–1984)
- Thomas Stearns Eliot (1888–1965)
- John King Fairbank (1907–1991)
- Herman Feshbach (1917–2000)
- Louis Finkelstein (1895–1992)
- David Henry Frisch (1918–1991)
- Horace Rowan Gaither (1909–1961)
- Lloyd Kirkham Garrison (1897–1991)
- David Rockwell Goddard (1908–1985)
- Lloyd Goodrich (1897–1987)
- Jesse Leonard Greenstein (1909–2002)
- Oscar Handlin (1915–2011)
- John Hartwell Harrison (1909–1984)
- Patrick Mason Hurley (1912–2000)
- Franz Joseph Ingelfinger (1910–1980)
- Harold Jeffreys (1891–1989)
- Milton Katz (1907–1995)
- Carl Kaysen (1920–2010)
- Charles Poor Kindleberger (1910–2003)
- Heinrich Klüver (1897–1979)
- Hugh Rodman Leavell (1902–1976)
- Wilmarth Sheldon Lewis (1895–1979)
- Willard Frank Libby (1908–1980)
- Erich Lindemann (1900–1974)
- Milton Stanley Livingston (1905–1986)
- Rafael Lorente de No (1902–1990)
- Ernst Mayr (1904–2005)
- Daniel Mazia (1912–1996)
- Rustin McIntosh (1894–1986)
- Millard Lazare Meiss (1904–1975)
- William Mathewson Milliken (1889–1978)
- William Edward Moffitt (1925–1958)
- Elting Elmore Morison (1909–1995)
- Frederick Mosteller (1916–2006)
- Nevill Francis Mott (1905–1996)
- Alexander Ludwig von Muralt (1903–1990)
- Charles Andrew Myers (1913–2000)
- Ernest Nagel (1901–1985)
- Thomas Willoughby Nason (1889–1971)
- Irving Sands Olds (1887–1963)
- John Richard Pappenheimer (1915–2007)
- Gerard Piel (1915–2004)
- Nathan Marsh Pusey (1907–2001)
- Clarence Belden Randall (1891–1967)
- John Herman Randall (1899–1980)
- Denis Morrell Robinson (1907–1994)
- Jakob Rosenberg (1893–1980)
- Eero Saarinen (1910–1961)
- Wilhelm Josef Jacob Schmidt (1884–1974)
- Martin Schwarzschild (1912–1997)
- Albert Schweitzer (1875–1965)
- Paul Bigelow Sears (1891–1990)
- Josep Luis Sert (1902–1983)
- Robert Rakes Shrock (1904–1993)
- George Leslie Stout (1897–1978)
- Joseph Reese Strayer (1904–1987)
- William Herbert Sweet (1910–2001)
- Leo Szilard (1898–1964)
- Edward Teller (1908–2003)
- Georg von Békésy (1899–1972)
- Carl Wilhelm Wagner (1901–1977)
- Alan Tower Waterman (1892–1967)
- David Floyd Waugh (1915–1984)
- Paul Alfred Weiss (1898–1989)
- Nils Yngve Wessell (1914–2007)
- Frank Henry Westheimer (1912–2007)
- John Archibald Wheeler (1911–2008)
- George William Whitehead (1918–2004)
- Albert Edward Whitford (1905–2002)
- Glenn Carber Williams (1914–1991)
- Robert Lee Wolff (1915–1980)
- Don Christopher Merlin Lee Yost (1893–1977)
- Paul Charles Zamecnik (1912–2009)